# Angiostoma carettae
Angiostoma carettae is een rondwormensoort uit de familie van de Angiostomatidae. De wetenschappelijke naam van de soort is voor het eerst geldig gepubliceerd in 2006 door Bursey & Manire.